# Blekbröstad taggstjärt
Blekbröstad taggstjärt (Synallaxis albescens) är en fågel i familjen ugnfåglar inom ordningen tättingar.

## Utseende och läte
Blekbröstad taggstjärt är en liten och långstjärtad tätting. Fjäderdräkten är ljust gråbrun med rostrött på vingar och hjässa. Den liknar skiffertaggstjärten, men är ljusare, framför allt på strupe och bröst. Sången är distinkt, ett hård och nysande "achoo... achoo... achoo..." som upprepas om och om igen.

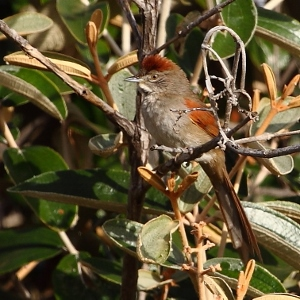

## Utbredning och systematik
Blekbröstad taggstjärt har en vid utbredning från Costa Rica i Centralamerika söderut till norra Argentina. Den delas in i 13 underarter med följande utbredning:
- Synallaxis albescens latitabunda – sydvästra Costa Rica
- Synallaxis albescens hypoleuca – Stillahavskusten i södra Panama och nordvästra Colombia
- Synallaxis albescens insignis – Anderna i Colombia
- Synallaxis albescens occipitalis – östra Colombia och nordvästra Venezuela
- Synallaxis albescens littoralis – karibiska stränder i norra Colombia
- Synallaxis albescens perpallida – nordöstra Colombia (Guajirahalvön) och nordvästra Venezuela
- Synallaxis albescens nesiotis – Sierra Nevada de Santa Marta (nordöstra Colombia) till norra Venezuela samt Isla Margarita
- Synallaxis albescens trinitatis – östra Venezuela och Trinidad
- Synallaxis albescens josephinae – södra Venezuela, Guyana, Surinam och angränsande norra Brasilien
- Synallaxis albescens inaequalis – Franska Guyana
- Synallaxis albescens griseonota – centrala Brasilien (nedre Rio Tapajós)
- Synallaxis albescens albescens – centrala och östra Brasilien, östra Paraguay och nordöstra Argentina
- Synallaxis albescens australis – östra Bolivia till västra Paraguay och nordvästra Argentina

Underarterna hypoleuca och griseonota inkluderas ofta i latitabunda respektive inaequalis.

## Levnadssätt
Blekbröstad taggstjärt hittas i ogräsrik, snårig undervegetation i fält och kanter och av ungskog. Den är svår att få syn på utom när den sjunger. 

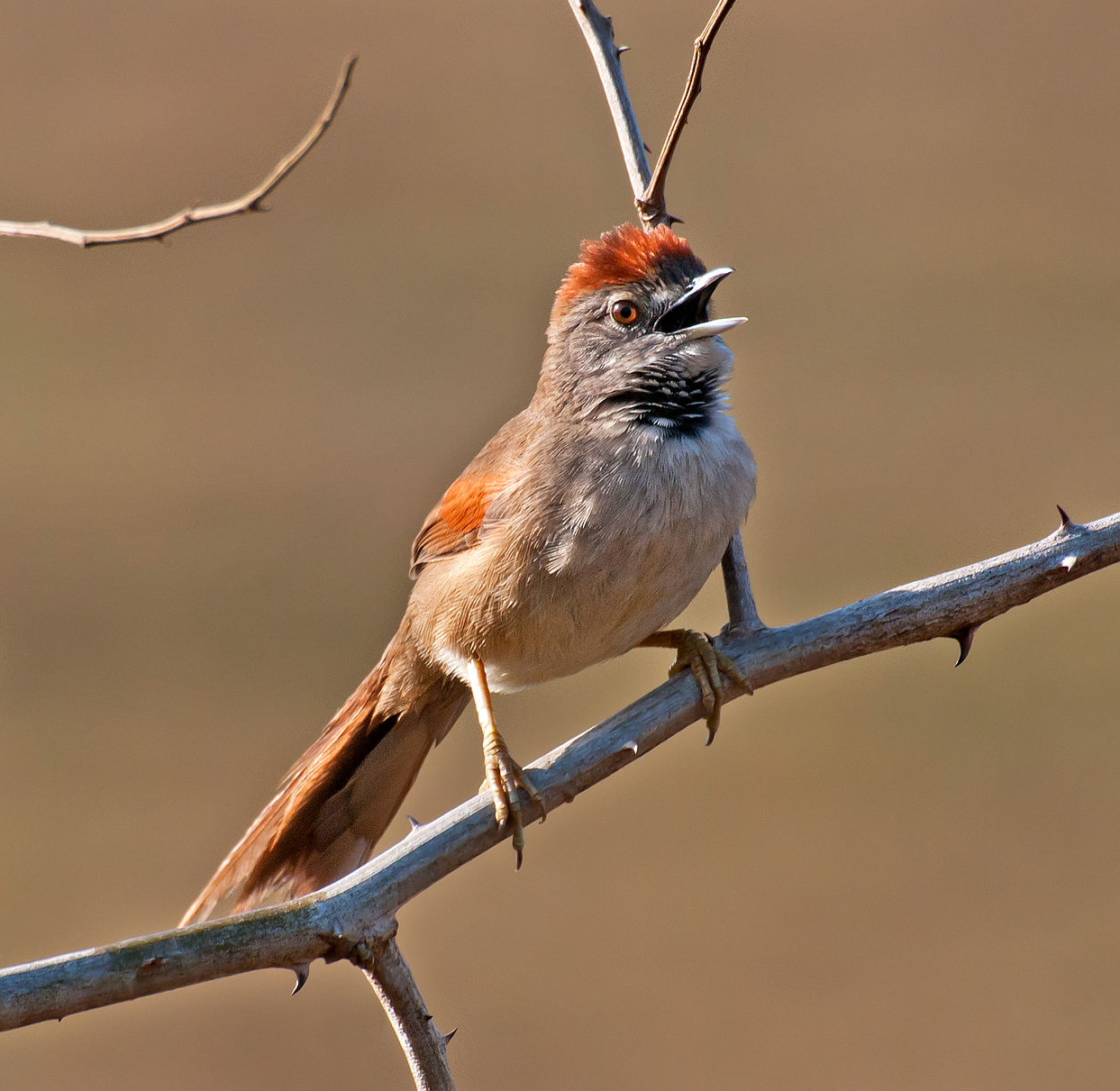

## Status
Arten har ett stort utbredningsområde och beståndet anses vara stabilt. Internationella naturvårdsunionen IUCN listar den därför som livskraftig (LC). Beståndet uppskattas till 50 miljoner vuxna individer.